# Theater Konstanz

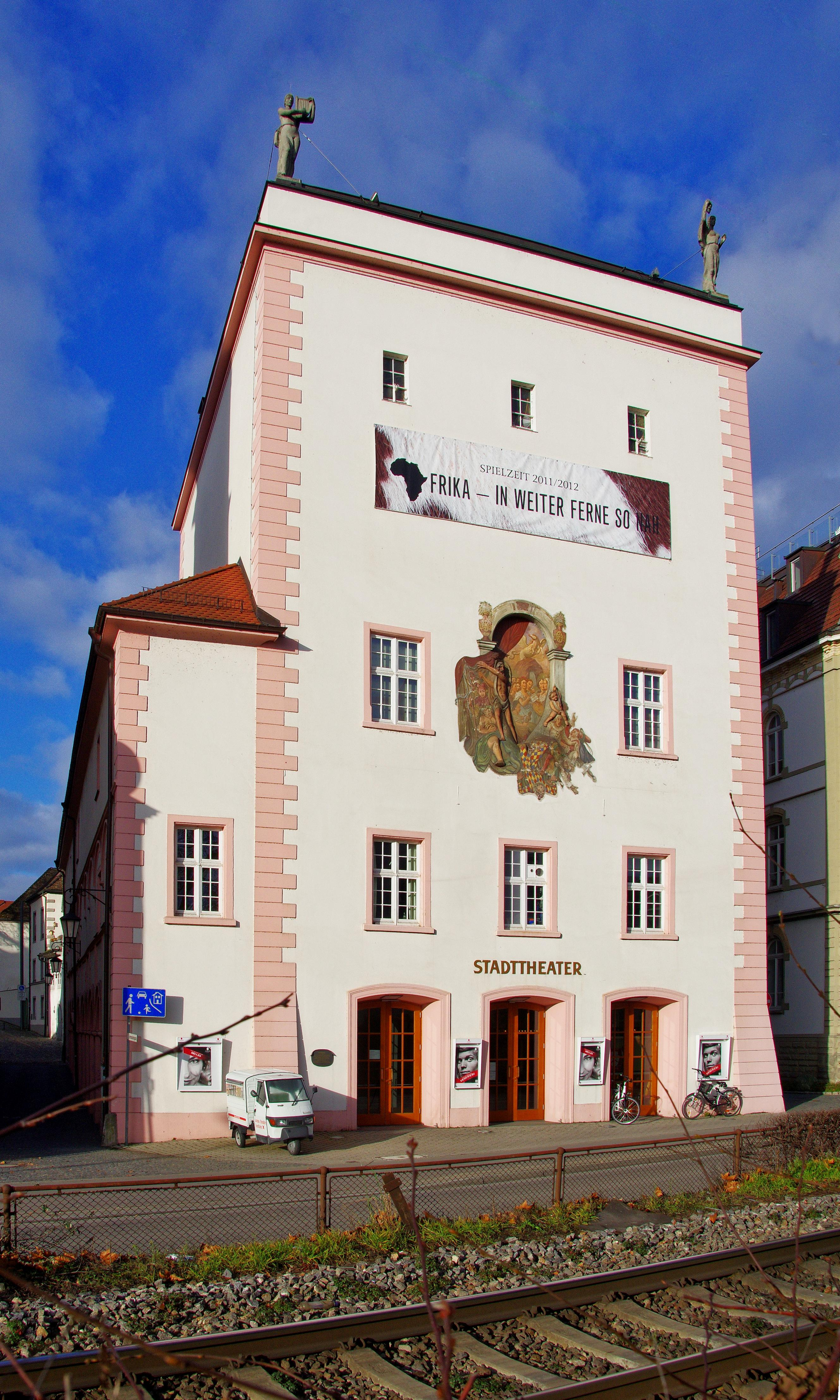
Spielstätte „Stadttheater“ in der Konzilstraße 11 (2011)

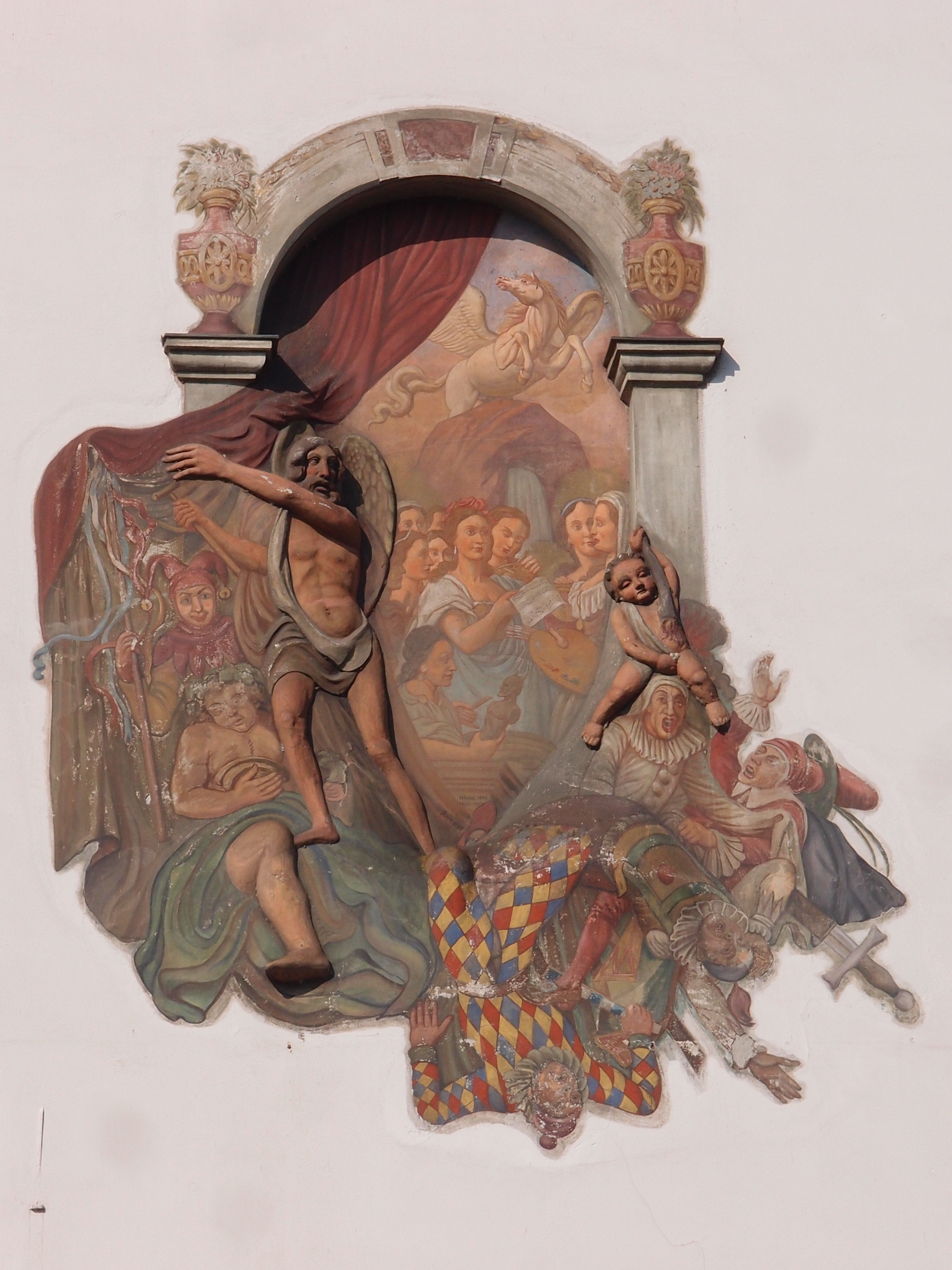
„Die Verbannung des Hanswurst vom Theater“, Wandbild von F.X. Hermann am Stadttheater Konstanz

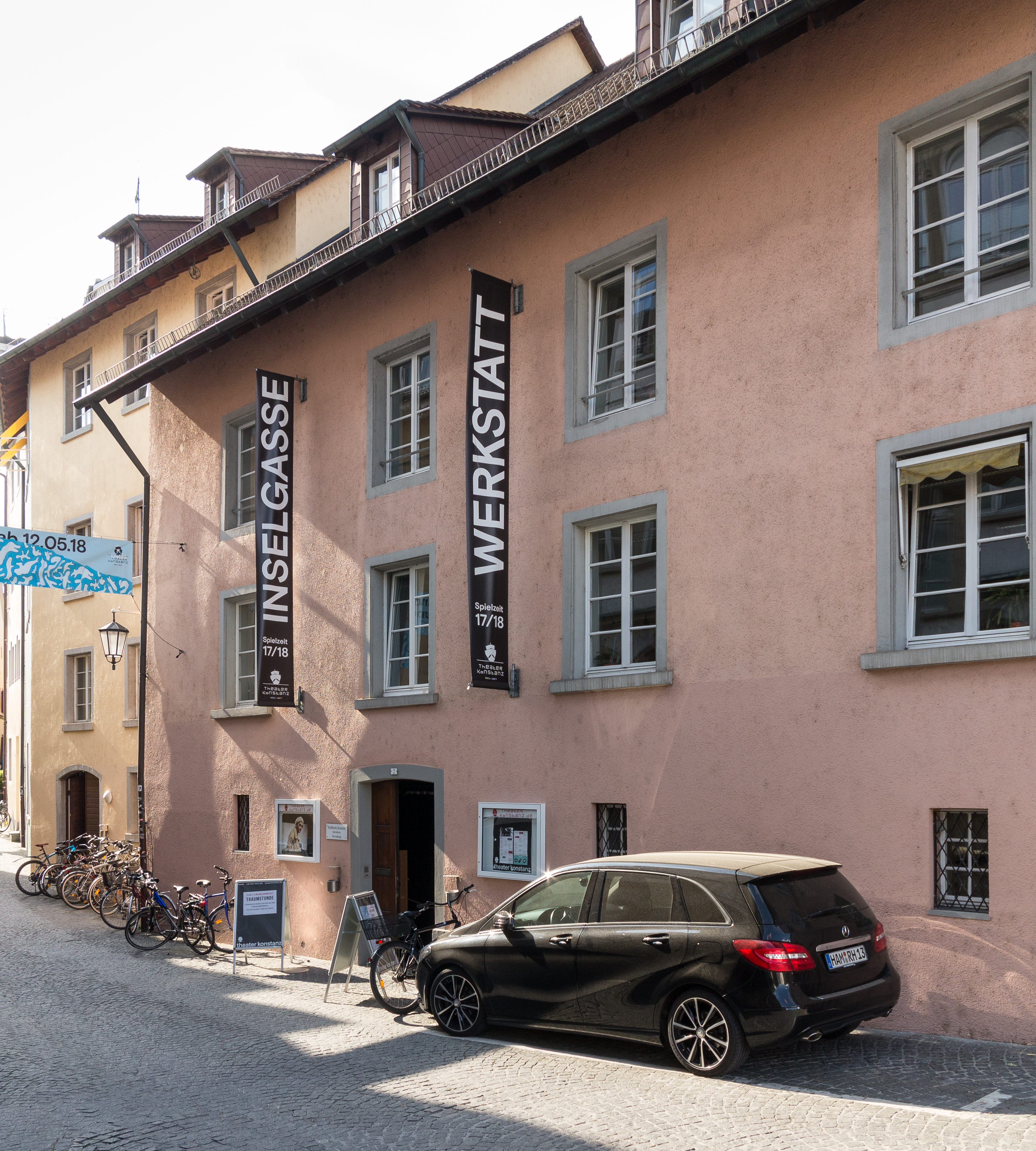
Auch Spielstätte: Werkstatt

Das Theater Konstanz ist das Theater der Stadt Konstanz am Bodensee, dessen Vorgeschichte bis ins Jahr 1607 zurückreicht. Es betreibt die drei Spielstätten Stadttheater, Werkstatt und Spiegelhalle.

## Geschichte

### Vorgeschichte
Das Stadttheater-Gebäude wurde Anfang des 17. Jahrhunderts (1607–1609) als Gymnasium des Konstanzer Jesuitenklosters errichtet. Es hatte oben eine Aula, die gelegentlich für Schülertheater genutzt wurde.
Als Beginn des Theaterspiels in Konstanz gilt eine Inszenierung von Jesuitenschülern mit dem Drama zum Leben des Heiligen Konrad im Innenhof des Jesuitenkollegs anlässlich der Weihe der Jesuitenkirche am 15. Oktober 1607. Das Haus wird deshalb in Konstanz als die am „längsten durchgängig bespielte Bühne Europas“ bezeichnet. Das Theater wirbt mit „seit 1607“, damit würde es 34 Jahre vor dem Theater Ulm liegen, das auf eine Gründung 1641 zurückblickt und schon damals tatsächlich ein professionelles Theater war.
Nach dem Umzug des Gymnasiums in das Kollegsgebäude 1784 wurde das Gebäude 1787 an Privatleute verkauft.

### Theater-Geschichte
1852 wurde das Gebäude zu einem Theater umgebaut. In den 1930er-Jahren wurde es durch den Einbau eines Bühnenturms so verändert, dass es auch äußerlich als Theaterbau erkennbar ist, bei diesem Umbau entstand auch die heutige Gestalt des Zuschauersaals.
Nach dem Zweiten Weltkrieg erfolgte die Neugründung zur Spielzeit 1948/1949. 
Im April 1989 wurde der Beschluss gefasst, eine Kinder- und Jugendtheatersparte im Stadttheater einzurichten, im Mai 1990 konnte diese Einrichtung dann vollzogen werden.
Das Repertoire änderte sich im Lauf der Zeit. Darstellungen zur Kirchengeschichte und über christliche Märtyrer gab es in der Zeit der Jesuiten. Weiter Komödien im 18. Jahrhundert, Stücke über Napoleon und Stücke mit Happy End im 19. Jahrhundert. In den 1920er-Jahren wurden komische Stücke und Musiktheater bevorzugt. Nationalsozialistische Stücke herrschten in der Zeit des Nationalsozialismus vor. Musikstücke und Darstellungen, die zur Diskussion aufrufen, werden seit der Inbetriebnahme 1952 durch die Stadt Konstanz geboten.
Durch die Maßnahmen zur Eindämmung einer Ausbreitung von Infektionen während der Coronavirus-Pandemie (in BW) musste der Spielplan des Theaters im Jahr 2020 ein wenig umgestellt werden, die Aufführungen ab 17. März sowie im April und Mai wurden abgesagt, Lesungen der Schauspieler und einige Musikaufführungen im Internetangebot zugänglich gemacht, Hörstücke (mit Passwort) produziert. Bei den bereits geplanten Freilichtaufführungen der Münsterfestspiele im Juli wurden die Zuschauer*innenplätze stark reduziert, mit Theater in Zeiten der Pandemie soll ein Hoffnungszeichen gesetzt werden; Hermann der Lahme ist für Christoph Nix als Autor und Regisseur des Stücks "Hermann der Krumme und die Erde ist rund" eine Metapher auf den krummen Zustand der Welt, den mittelalterlichen Mönch und Wissenschaftler bezeichnete er als den Stephen Hawking des ersten Jahrtausends. Die Freilichtspiele wurden für den Münsterplatz vorbereitet, und als Freilufttheater sollte es zeigen, dass Theater auch mit Einschränkungen wieder möglich ist – „und draussen geht es besser als anderswo“.

## Spielstätten
Neben dem eigentlichen Stadttheatergebäude mit 400 Zuschauerplätzen nutzt das Theater Konstanz heute auch noch die „Spiegelhalle“, eine ehemalige Güterhalle am Konstanzer Hauptbahnhof, für seine Produktionen, insbesondere für experimentelles und junges Theater (für bis zu 200 Zuschauer). Beim Umbau zur "Spiegelhalle" wurde ein verglastes Foyer angebaut, das für kleinere Veranstaltungen genutzt wird. Vor dem Umzug in die Spiegelhalle fanden die Aufführungen des Jungen Theaters in einem alten Lokschuppen statt.
Im Verwaltungs- und Werkstattgebäude des Theaters gibt es außerdem eine kleine Studiobühne. Diese Werkstattbühne bietet bis zu 120 Personen Platz. 
Auf der Werkstattbühne wurde zur Spielzeit 2009/2010 ein Figuren- und Puppentheater mit bis zu sieben Inszenierungen pro Saison eingeführt.
Nach dem Ende der jeweiligen Spielsaison im Juli gastiert das Ensemble mit seinem Sommertheater regelmäßig auf der anderen Seite des Bodensees: in der ehemaligen Kapuzinerkirche in Überlingen (früher in Meersburg).

## Zahlen und Daten

### Besucherzahlen
Zwischen Ende der 1990er Jahre und den ersten Jahren des 21. Jahrhunderts wies die Bühne einen jährlichen Besucherschnitt von 86.000 Zuschauern auf. In der Jubiläumsspielzeit 2006–2007, als das Theater Ausrichter der Baden-Württembergischen Theatertage war, wurde mit über 112.000 Zuschauern ein Besucherrekord erzielt. 27.000 Zuschauer entfielen dabei auf die 170 Vorstellungen des Jungen Theaters.

### Finanzierung
Der Etat des Theaters lag 2008 bei rund sechs Millionen Euro, 4,7 Millionen Euro Zuschüsse erhielt die Bühne. Rund eine Million dieser Zuschüsse stammen aus der vom Land Baden-Württemberg der Stadt Konstanz zugewiesenen Spielbankabgabe. Das Einspielergebnis betrug 12,5 % des Etats.

## Personal
Das Theater beschäftigt rund 120 Personen, darunter 22 festangestellte Schauspieler. Hinzu kommt noch eine große Zahl an Gastspielern.
Intendant des Theaters Konstanz war ab 2006 Christoph Nix, seit 2020 ist Karin Becker Intendantin. 

### Intendanten
- 1960–1963: Theo Stachels
- 1963–1968: Kraft-Alexander zu Hohenlohe-Oehringen
- 1968–1980: Wilhelm List-Diehl
- 1980–1988: Hans-Jörg Ammann
- 1988–1993: Ulrich Khuon (schon als Dramaturg 1980–1988 am Theater tätig)
- 1993–2001: Rainer Mennicken
- 2001–2006: Dagmar Schlingmann
- 2006–2020: Christoph Nix
- seit 2020: Karin Becker[14]

### Weitere Persönlichkeiten
Bekannte Personen, die mit dem Konstanzer Theater in Verbindung stehen, sind:
- David Allers (Schauspieler, zwischen 1997 und 2002)
- Adriana Altaras (Schauspielerin, nach 1970)
- Hans-Ruedi Binswanger (Schauspieler, nach 1970)
- Bert Böhlitz (Schauspieler, nach 1997)
- Anne Breitfeld (Schauspielerin, 2006–2008)
- Ursula Cantieni (Schauspielerin, 1980er-Jahre)
- Georgette Dee (Schauspieler, 1997)
- Karl Ludwig Diehl (Schauspieler, um 1950)
- Anuk Ens (Schauspielerin, um 1995)
- Beate Fassnacht (Bühnen- und Kostümbildnerin, um 1990)
- Eberhard Fechner (Schauspieler und Regisseur, nach 1963)
- Markus Fennert (Schauspieler 1993–1994)
- Eberhard Feik (Schauspieler und Regisseur, 1970er-Jahre)
- Ilse Fürstenberg (Schauspielerin, 1927)
- Karl-Heinz von Hassel (Schauspieler 1964–1965)
- Erwin Hartung (Schauspieler, um 1923)
- Michael Helming (Schriftsteller, zwei seiner Stücke wurden 2007 und 2008 in Konstanz uraufgeführt)
- Hans Werner Henze (musikalischer Mitarbeiter, um 1949)
- Heinz Hilpert (Regisseur, 1948–1949)
- Lukas Holliger (Schriftsteller, dessen Werk „Menschliches Versagen“ 2009 in Konstanz uraufgeführt wurde)
- Walter Hoor (Schauspieler, nach 1950)
- Willy A. Kleinau (Schauspieler, nach 1932)
- Roland Koch (Schauspieler, um 1990)
- Dieter Laser (Schauspieler 1964–1966)
- Ernest Lenart (Schauspieler, um 1930)
- Barbara Levinger (Schauspielerin und Dramaturgin, 1920er-Jahre)
- Siegfried Lowitz (Schauspieler, 1948–1949)
- Mike Maas (Schauspieler, 1990er-Jahre)
- Wolfram Mehring (Regisseur, 2006 und 2012)
- Christine Merthan (Schauspielerin, 1960)
- Michael Paul Milow (Schauspieler, 1996–1998)
- Elisabeth Müller (Schauspielerin, 1948–1949)
- Markwart Müller-Elmau (Schauspieler, nach 1960)
- Elias Perrig (Regisseur, vor 1999)
- Verena Plangger (Schauspielerin, 2004)
- Judith von Radetzky (Schauspielerin, 1989–1992)
- Silvia Reize (Schauspielerin, nach 1970)
- Angela Salloker (Schauspielerin, um 1940)
- Melanie von Sass (Schauspielerin, 2004–2006)
- Karl M. Sibelius (Schauspieler, 1990er-Jahre)
- Dietz-Werner Steck (Schauspieler, 2008)
- Markus Steinwender (Schauspieler, 2001–2004)
- Bernhard Stengele (Schauspieler, 1992–1996 und Regisseur 2001–2004)
- Margot Stachels (Schauspielerin 1960–1963)
- Felix Strasser (Regisseur, 2006–2017)
- Hans Helmut Straub (Schauspieler, 1985–2006)
- Otz Tollen (Schauspieler, ab 1906)
- Konstantin Tsakalidis (Choreograf, 1990er-Jahre)
- Gert Voss (Schauspieler, um 1970)
- Meinhard Zanger (Regisseur, 1991)
- Gerhard Zahner (Autor, mehrere seiner Stücke wurden seit 2007 vom Theater Konstanz produziert und uraufgeführt)